# 阿部功
阿部 功（あべ いさお、1912年2月18日 - 1980年2月15日）は、日本の投擲競技選手。
1936年ベルリンオリンピックにハンマー投で出場。

## 経歴
北海道札幌郡円山町（現在の札幌市中央区）生まれ。札幌師範学校附属小学校、北海中学校（現在の北海高等学校）に進む。北海中学校在学中には、砲丸投で北海道選手権を獲得。
中央大学に進学、在学中に1933年・1934年と日本陸上競技選手権大会ハンマー投種目で優勝。1934年9月9日には日本記録となる48.98mを投擲し、同年10月10日には49.10mに日本記録を更新した。
中央大学を卒業し、1936年ベルリンオリンピック出場時には鉄道省所属。
第二次世界大戦後、1947年の日本陸上競技選手権大会で3度目の優勝を果たす。